# میساکی ایمورا
میساکی ایمورا (ژاپنی: 江村美咲؛ زادهٔ ۲۰ نوامبر ۱۹۹۸) شمشیرباز زن اهل ژاپن است.